# Aérodrome de Chailley
L’aérodrome de Chailley est un aérodrome privé, situé sur la commune de Chailley dans l'Yonne en région Bourgogne - Franche-Comté. Entre 1985 et 2000, il servait de base technique des avions de Chaillotine Air Service, compagnie d'affaires de Gérard Bourgoin, industriel Chaillotin et ancien président de l'AJ Auxerre et de la ligue nationale française de football.
L'aérodrome privé a aujourd'hui un trafic très faible se limitant aux aéroclubs de l'Yonne et quelques pilotes privés ou professionnels.

## Histoire

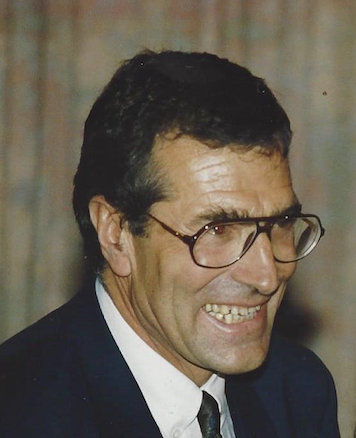
Gérard Bourgoin en 1980, créateur de l'aérodrome et de Chaillotine Air Service basée à Chailley.

L'aérodrome de Chailley a été construit en plein champs au lieu-dit "Les grands Champs" sur la commune de Chailley au début des années 1980 par Gérard Bourgoin, à 300 mètres de l'entreprise de transformation de volailles "la Chaillotine" qui a été construite là en 1966.
L'adresse postale de l'aérodrome est 4 rue de Turny à Chailley (89770), situé à environ 800 m du centre-bourg de Chailley.
La société Chaillotine est devenue ensuite B.S.A. pour "Bourgoin Société Anonyme" en 1980 et est devenue le numéro 1 mondial de la volaille fraîche avec 6 000 salariés dans 30 usines à travers l'hexagone et un siège social à Chailley. L'usine de Chailley est l'usine d'abattage et de découpe de volailles, de traitement des sous-produits animaux et la fabrication d’aliments pour volailles à base de céréales Duc.
Gérard Bourgoin, le Président-directeur général des Établissements Bourgoin est devenu pilote en 1975.
En 1979, Gérard Bourgoin créé sa propre compagnie aérienne d'affaires, Chaillotine Air Service. Elle sera basée opérationnellement d'abord sur l'aérodrome de Saint-Florentin -Chéu puis sur l'aéroport d'Auxerre-Branches.

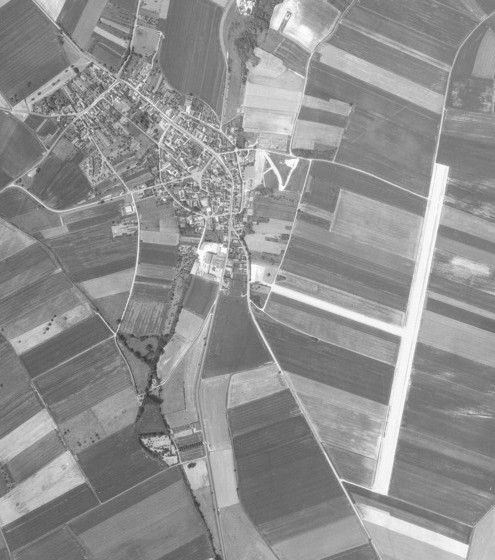
Aérodrome de Chailley en construction en 1985: piste unique, voie de circulation et aire de stationnement avec hangar à avions

La piste faisait 1 250 mètres en 1985 à l'ouverture.
Dès lors, la base technique de Chaillotine Air Service se trouvait sur l'aérodrome de Chailley près de son siège social à l'usine Bourgoin de Chailley.
Le  21 Mai 1991, l’avion Mitsubishi MU-2 Marquise immatriculé F-GDHS de la compagnie locale Chaillotine Air Service avait décollé de l’aérodrome de Chailley pour un court vol à destination de Troyes dans l'Aube voisin, avec à son bord un passager, Patrick Bourgoin, 29 ans, fils de Gérard Bourgoin, héritier désigné du groupe Bourgoin,, et deux pilotes. Alors qu'il s’approchait de l’aéroport de Troyes-Barberey, six minutes après avoir décollé de l'aérodrome de Chailley, l’avion Mitsubishi MU-2 a amorcé une descente incontrôlée et s’est écrasé dans un champ situé près de Macey, à environ 6 km à l’ouest de l’aéroport. L’avion a été détruit et les trois occupants ont été tués.
L'aérodrome accueillait les avions de Chaillotine Air Service à savoir des Mitsubishi MU-2 (de 10 et 12 places) et des Dassault Falcon 10 (7 places).
L'aérodrome a été équipé d'un ILS tout comme une station au sol NDB (Non Directional Beacon) aussi appelée Locator. Les aéronefs des catégories A, B et C sont autorisés.
Le Dassault Falcon 10 de Gérard Bourgoin, industriel, maire de la ville de Chailley (1983-2014), conseiller général de l'Yonne et vice-président du conseil général y était basé.
Depuis la faillite du Groupe Bourgoin et de Chaillotine Air Service en 2000, il n'y a plus aucune activité d'aviation d'affaires sur cet aérodrome.
L'aérodrome a été achevé dans sa configuration actuelle en 1997. L'autorisation d'exploitation a été renouvelée en 2005, 2019 et 2024.
L'aérodrome appartient depuis 2002 à la SCI "Les Fonds de Blaudes" représentée aujourd'hui par Pascal FROCHOT, ex-pilote chez Hop ! Air France.
Il avait été acquis en 2002 par Alain Roy, industriel de Saint-Florentin (89), fabricant de produits stratifiés, de revêtements et de décoration ainsi que de meubles de rangement en mélaminé qui possède l'usine Arts et Rangements près de l'aérodrome et des usines Duc.
En juillet 2004, l'entreprise de réparation et entretien aéronautique "Bourgogne Aéro Service" basée sur l'aéroport d'Auxerre, installe un établissement secondaire sur l'aérodrome de Chailley.
L'aérodrome est finalement racheté en 2009 par Gérard Bourgoin via une société de holding (Sister Holding, ex-Bourgoin Holding).
En 2021, plusieurs projets étaient à l'étude pour cet aérodrome à savoir la couverture de la piste avec des panneaux solaires, une piste d'essai, une activité de démontage d'avions à recycler et la piste la plus privilégiée, une école de pilotage.
L'exploitant actuel, à la demande express de Yves Delot, maire "Les Républicains" de Saint-Florentin et président de la Communauté de communes Serein-et-Armance, permet que cet aérodrome privé soit utilisé par les appareils du SAMU en cas d'urgence nécessitant un transport aérien lors d'une urgence médicale.

## Installations

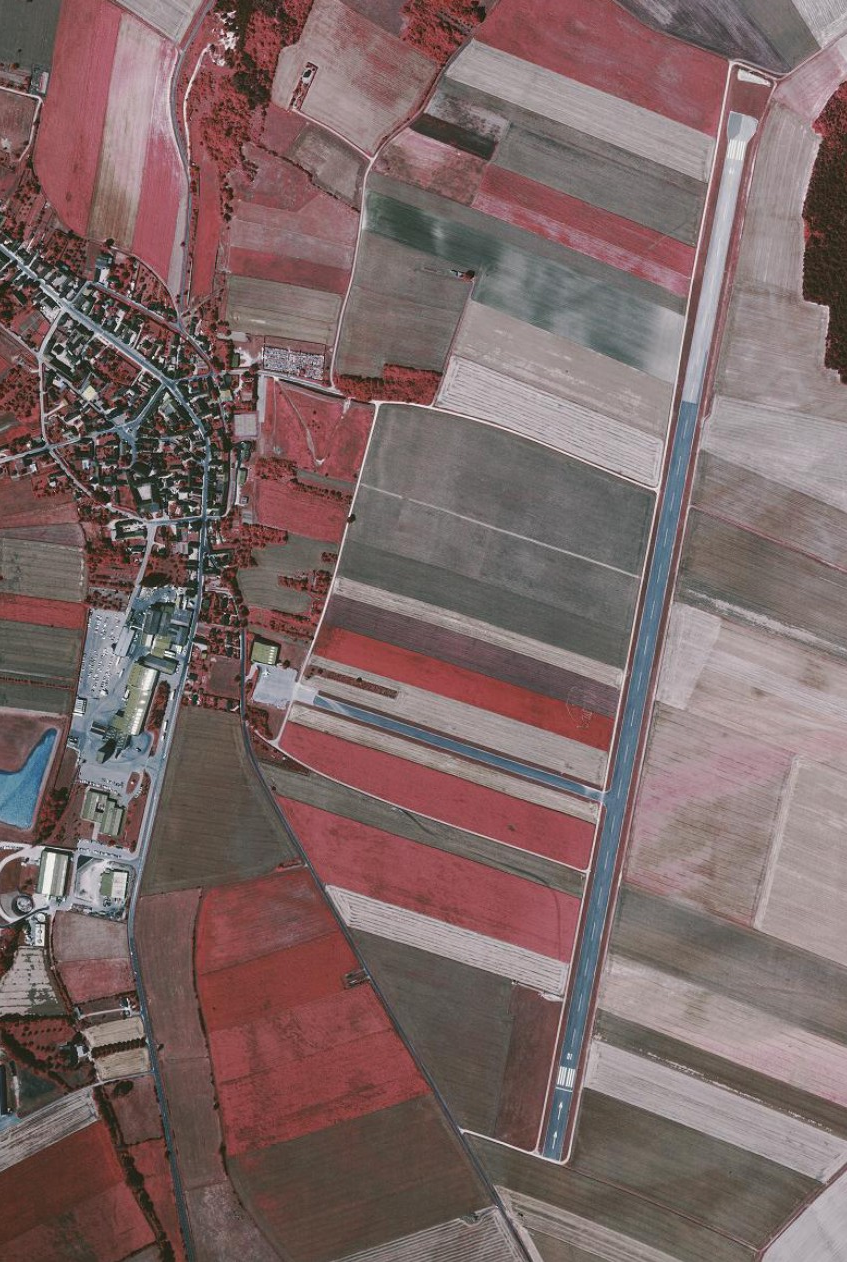
Aérodrome de Chailley en 1996 (photo infrarouge couleur): piste 01/19 avec le rallongement en gris clair

L’aérodrome dispose d’une piste bitumée 01/19 orientée Nord/Sud (QFU 006° / 186°), longue de 1 720 mètres et large de 22 mètres (selon l’arrêté préfectoral de l'Yonne du 21 novembre 2024).
L’aérodrome n’est pas contrôlé. Les communications s’effectuent en auto-information sur la fréquence de 123,500 MHz.
Pour atterrir sur l'aérodrome de Chailley, il est nécessaire de demander une autorisation car l'aérodrome n'est pas ouvert à la CAP (Circulation Aérienne Civile).
Il est clôturé sur plus de 5 kilomètres. Le grillage de 1,70 mètres de hauteur entoure complètement la piste, le taxiway, le parking à avion et le hangar de façon étanche.
S’y ajoutent :
- une aire de stationnement de 3 000 m² ;
- un hangar de près de 1 000 m² avec une vigie ;
- un taxiway d’un linéaire de 515 m et d’une largeur de 15 m, orienté est/ouest.

Restrictions en vigueur : survol de Chailley à basse altitude interdit, tour de piste à l'Est de la piste interdit, éviter le survol du hameau du Ruet au décollage et pas d'essais moteur sur le parking.

## Activités
- Aéroclubs de l'Yonne : Joigny, Pont-sur-Yonne ou Saint-Florentin.

- Pilotes autorisés :

Par arrêté préfectoral du 30 juillet 2019 sont autorisés les pilotes suivants:
Jean-François BILLY (ex Air France), Gérard BOURGOIN (pilote Dassault Falcon 10), Yves COLLIN (pilote Falcon 10), Dominique CORAZZI (pilote Mitsubishi MU2), Antoine DAVID (Pilote PILATUS), Alain DELOT ( Président aéroclub Les Ailes Florentinoises), Gérard FELDZER  (ex Air France), Pascal FROCHOT (ex HOP, Brit Air et Air Lib, dirigeant de la compagnie aérienne Flying Green et Flying Green Academy pilote Falcon 10), Jean-Louis SCHLESSER. Les instructeurs aérodromes et aéro-club de l’Yonne que sont Jean-Marie CAZENAVE de Joigny, Laurent GALLAND de Pont-sur-Yonne, Jean-Michel GODIGNON de Pont-sur-Yonne, Thierry JOBERT de Joigny, Michel MARTINON, Marc PEREZ de Pont-sur-Yonne/Saint-Florentin et Bruno TRIBOULEY de Pont-sur-Yonne.
L'exploitant assure le bon fonctionnement de l'aérodrome en relation avec :
- les autorités de l'aviation civile : Direction de la sécurité de l'aviation civile (DSAC) Nord-Est,
- les autorités préfectorales : Préfecture de l'Yonne à Auxerre,
- la gendarmerie : brigade de gendarmerie des transports aériens, brigade de gendarmerie de Saint-Florentin,
- Police aux Frontières: Direction zonale de la PAF Zone Est,
- les utilisateurs de la plate-forme et notamment les propriétaires d'avions basés,
- le maire de la commune de Chailley où l'aérodrome est implanté.